# Ian Brown
Ian George Brown (Warrington, Cheshire, 20 de febrero de 1963) es un músico y compositor inglés y cantante de la banda de rock alternativo The Stone Roses. Ha publicado seis álbumes en solitario y realiza constantemente giras, siendo parte del Festival de Glastonbury en tres oportunidades desde 1998. Es una de las figuras más representativas de la música británica.
Su antigua banda es considerada de culto en Mánchester, siendo catalogada por muchos como ídolos debido a su música.

## Primeros años
Brown nació en Warrington, Cheshire, en 1963.
Su padre, George, fue carpintero y su madre Jean trabajó en una fábrica de papel. La familia de Brown se trasladó cuando él era muy joven y creció en Timperley, Gran Mánchester, con su hermano y hermana, Éstaba obsesionado con el karate y admiraba a personajes como Muhammad Ali, George Best y Bruce Lee. Se educó en la Altrincham Grammar School For Boys.
Su activo gusto e interés por la música se inspiró en los orígenes de punk, específicamente por los Sex Pistols, pero también le gustaban grupos como Angelic Upstarts, la banda local Slaughter and the Dogs y The Clash (él y el bajista original de Stone Roses Pete Garner asistieron a la grabación del sencillo "Bankrobber" en Mánchester). Sin embargo, el primer concierto al que Brown asistió fue a uno de Joy Division en el Bowdon Vale Youth Club en 1978.
Compartía estos gustos con su amigo John Squire, que vivía en la misma calle. Había trabajado con Squire en una banda anterior como bajista y el año 1984 se integra como vocalista de Stone Roses. Durante ese tiempo, Brown conoció a uno de sus ídolos, la leyenda del soul Geno Washington, quien le dijo, "Tú eres una estrella, eres un actor. Sé un cantante."

## Carrera musical

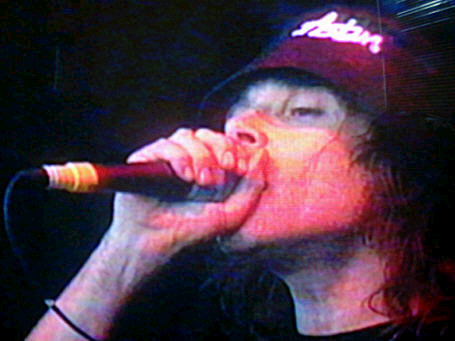
Ian Brown en Irlanda en 2002

Supuestamente apodado "El Rey Mono"  por Dodgy, el baterista Mathew Priest, Brown
se destaca por su voz raspada y desgastada, y su estilo, particularmente en las presentaciones en vivo, ha sido comparado por algunos críticos como "un hombre que grita en un balde". Sin embargo, otros han descrito su voz como pura y angelical sobre la base de su álbum debut con Stone Roses. Él se entrega a sus letras, con un enorme carisma y presencia escénica que le hacen destacar.
En su carrera en solitario, Brown ha trabajado con muchos músicos notables incluidos UNKLE (que proporciona voz al instrumental "Unreal", al parecer el primer instrumental con voz, que se dio a conocer como "Be There", y canta en el sencillo "Reign", publicado en 2004) y Noel Gallagher de Oasis. Anteriormente, actuó como mentor a la llegada de la banda británica South. Brown apareció en un cameo en la película Harry Potter y el prisionero de Azkaban. El cantante se hizo amigo del director mexicano Alfonso Cuarón y personalmente le ha ofrecido ser el director de sus futuros videos musicales. Brown solo recibió el sueldo de un extra, unos £200, por aparecer en la película.
Realizó giras durante el año 2005, haciendo conciertos en Mánchester y en Australia.
Desde la separación de Stone Roses, Brown se ha mantenido en contacto con algunos de los antiguos miembros. Ha actuado con el bajista Mani y sigue siendo amigo del baterista Reni. Ambos colaboraron en la canción "Can't See Me" en el álbum debut de Brown llamado "Unfinished Monkey Business".
En septiembre de 2007, Brown publica su quinto álbum de estudio, The World Is Yours. El álbum representa un enfoque más político en su música, en particular el sencillo que habla sobre la lucha contra la guerra , Illegal Attacks. Ese mismo año, durante los Q Awards, Brown dijo que Kylie Minogue era una "pequeña muñeca diabólica", y añadió: "Se parece a un caballo".
Brown ha influenciado a una numerosa cantidad de músicos, principalmente a los exponentes del clásico Britpop. Entre ellos destacan Oasis, The Verve, Blur, Arctic Monkeys, Kasabian, entre otros. Esta influencia se ve reflejada principalmente en el frontman Liam Gallagher, quien es un gran fanático de la banda y los considera su mayor inspiración para haberse dedicado a cantar. Se puede apreciar una gran similitud en ambos cuando Gallagher sube al escenario. Algo muy similar ocurre con el cantante Richard Ashcroft, vocalista de la desaparecida banda The Verve. Brown y Noel Gallagher son muy buenos amigos, incluso el segundo colaboró en la canción "Keep What Ya Got".

## Discografía

### Álbumes
Puestos en las listas del Reino Unido.
- Unfinished Monkey Business (1998) #4
- Golden Greats (1999) #14
- Music Of The Spheres (2001) #3
- Solarized (2004) #7
- The World Is Yours (2007) #4
- My Way (2009)
- Ripples (2019)

### Remixes
- Remixes Of The Spheres (2002) #87

### Recopilaciones
- The Greatest (2005) #5

### Sencillos
- "My Star" (1998)
- "Corpses in their Mouths" (1998)
- "Can't See Me" (1998)
- "Be There (UNKLE con Ian Brown)" (1999)
- "Love Like a Fountain" (1999)
- "Dolphins Were Monkeys" (2000)
- "Golden Gaze" (2000)
- "F.E.A.R." (2001)
- "Whispers" (2002)
- "Keep What Ya Got" (2004)
- "Reign (UNKLE con Ian Brown)" (2004)
- "Time Is My Everything" (2005)
- "All Ablaze" (2005)
- "Illegal Attacks" (Ian Brown con Sinéad O'Connor) (2007)
- "Sister Rose" (2007)
- "Stellify" (2009)
- "Just Like You" (30 de noviembre de 2009).[4]
- "First world problems" (2019)